# ノーカットニュース
ノーカットニュース （朝鮮語：노컷뉴스）は、大韓民国のオンライン新聞。経営母体であるCBS（基督教放送）の名を先頭に冠して、CBSノーカットニュースともいう。

## 概要
ノーカットニュースは、CBS（基督教放送）が設立した子会社であるCBSiが発行、運営するオンライン新聞で、政治、経済、社会、文化、IT、科学、国際、地域など様々な分野のニュースを扱っている。サービス開始は、2003年11月3日である。取材現場から届けられたニュースを敢えて編集無しで報じることを表明しており、CBSの時事番組の放送と併せて、他のメディアでは接することができない「生のニュース」を伝えることができるとアピールしている。また、韓国記者協会選定「今月の記者賞」の受賞率最高を誇るとし、ニュースの品質は韓国社会とメディアの双方から評価を受けているとアピールしている。
2005年3月末、ノーカットニュースは文化日報と業務提携を結び、記事や写真などを自由に相互利用できるようになった。ノーカットニュースは既に蔚山毎日、光州毎日、全北日報などの地方紙とは相互利用提携を結んでいたが、全国日刊紙との提携は文化日報が初めてとなった。